# 1628 Strobel
1628 Strobel (1923 OG) là một tiểu hành tinh vành đai chính được phát hiện ngày 11 tháng 9 năm 1923 bởi K. Reinmuth ở Heidelberg.